# Campofelice di Roccella
Campofelice di Roccella ist eine Stadt der Metropolitanstadt Palermo in der Region Sizilien in Italien mit 7759 Einwohnern (Stand 31. Dezember 2023).

## Lage und Daten
Campofelice di Roccella liegt 58 km südöstlich von Palermo. Die Einwohner arbeiten hauptsächlich in der Landwirtschaft.
Die Nachbargemeinden sind Collesano, Lascari und Termini Imerese.

## Geschichte
Der Ort wurde 1699 gegründet. Davor stand hier schon eine kleine Siedlung.

## Sehenswürdigkeiten
- Pfarrkirche an der Piazza Garibaldi
- Roccella-Turm aus dem 14. Jahrhundert